# Zgromadzenie Reprezentantów (Mandat Palestyny)
Zgromadzenie Reprezentantów (hebr. אספת הנבחרים, Asefat HaNivharim) – parlament społeczności żydowskiej w brytyjskim Mandacie Palestyny.

## Historia
Gdy w 1917 wojska brytyjskie podbiły Palestynę wypierając siły tureckie, na całym Bliskim Wschodzie zmieniła się sytuacja geopolityczna. Zmiany dotknęły także społeczność żydowską w Palestynie, która w coraz większym stopniu dzieliła się między frakcje ruchu syjonistycznego i różnorodne wpływy etniczne żydowskich imigrantów przyjeżdżających z różnych stron świata. Przywódcy żydowscy widzieli pilną potrzebę ustanowienia odpowiedniego organu, który mógłby reprezentować społeczność żydowską przed władzami brytyjskimi i zabiegać o spełnienie obietnic zawartych w deklaracji Balfoura. Z inicjatywy Bezalela Jaffe 17 listopada 1917 odbyło się pierwsze spotkanie żydowskich przywódców w Petach Tikwie. Zgodzono się na utworzenie zgromadzenia ustawodawczego, którego członkowie byliby wybierani na drodze powszechnych wyborów. Tymczasem zdecydowano się na wybór tymczasowego komitetu reprezentantów – Tymczasowy Komitet Żydów w Izraelu (hebr. הועד הזמני ליהודי ארץ ישראל). Liczne kontrowersje uniemożliwiły mu jednak regularne działanie. Z tego powodu zwołano konwencję, która odbyła się w Jerozolimie. Podczas niej postanowiono, że wybory będą bezpośrednie i tajne, nie dopuszczono przy tym na żądanie ortodoksów do wyborów kobiet. W lipcu 1918 w Jafie odbyła się druga konwencja. Głównym tematem dyskusji były kontrowersje na temat udziału kobiet w wyborach i podziału miejsc między religijne społeczności Aszkenazyjczyków i Sefardyjczyków. Trzecia konwencja odbyła się 18 grudnia 1918. Zaproszono na nią przedstawicieli wszystkich żydowskich osad, społeczności, wspólnot i partii politycznych. Po raz pierwszy wzięli w niej udział Dawid Ben Gurion i Jicchak Ben Cewi. Zdecydowano wówczas, że w wyborach będą uczestniczyć uprawnione kobiety i mężczyźni w wieku powyżej 21 lat, przy czym prawa wyborczego były pozbawione kobiety ze społeczności ortodoksyjnych. W toku kolejnych rozmów stworzono szczegółowy plan utworzenia żydowskich instytucji edukacyjnych, służby zdrowia i pomocy społecznej w Palestynie. Zdecydowano również o ustanowieniu tymczasowej komisji planującej demokratyczne wybory do pierwszego Zgromadzenia Konstytucyjnego Reprezentantów. Podjęto także decyzję, że Chaim Weizman i Nahum Sokołow będą reprezentować palestyńskich Żydów na konferencji pokojowej w Paryżu.
Przez kolejne dwa lata tymczasowa komisja działała na rzecz zorganizowania wyborów, których termin kilkakrotnie wyznaczano, jednak za każdym razem był on odkładany. Przewodniczącym komisji był dr Jakub Thon. Chaim Weizmann bardzo niepokoił się dużymi wewnętrznymi podziałami pomiędzy Żydami, ponieważ osłabiało to pozycję negocjacyjną reprezentantów. Ostatecznie ustalono datę wyborów na 19 kwietnia 1920.
Zgromadzenie Reprezentantów było czterokrotnie wybierane, za każdym razem z inną liczbą reprezentantów. Dzielili się oni zasadniczo na cztery główne ugrupowania: partie robotnicze, partie religijne, grupy etniczne oraz grupy zawodowe. Z różnych powodów odbyła się niewielka liczba obrad zgromadzenia. Zgromadzenie z założenia pełniło funkcję ciała ustawodawczego, jednak wszystkie podjęte decyzje musiały być zaakceptowane przez brytyjskiego wysokiego komisarza Palestyny. W praktyce nie miało ono żadnego wpływu na żadne sprawy Palestyny. O wiele większy wpływ miała Agencja Żydowska i centrala związkowa Histadrut. Wybór Zgromadzenia Reprezentantów był wykorzystywany jedynie do podniesienia wpływów poszczególnych polityków ruchu syjonistycznego. Pomimo to, wybory i działalność Zgromadzenia przyczyniły się jednak do zdobycia pierwszego doświadczenia i nauki pluralizmu w polityce. Funkcjonowało ono do 13 lutego 1949. Dzień później odbyło się pierwsze posiedzenie I Knesetu (1949–1951), do którego wybory parlamentarne odbyły się 25 stycznia 1949.

### I Zgromadzenie Reprezentantów
Wybory do I Zgromadzenie Reprezentantów odbyły się 19 kwietnia 1920 – w Jerozolimie wybory odbyły się nieco później. W wyborach mogli wziąć udział wszyscy Żydzi mieszkający w Palestynie, przy czym kobiety ze społeczności ortodoksyjnych nie mogły głosować. Głosujący wybierali jednego reprezentanta na każdych 80 głosujących. Wybierano oddzielnych reprezentantów społeczności aszkenazyjskiej i sefardyjskiej, dlatego u ortodoksów aszkenazyjskich wybierano jednego reprezentanta na każdych 40 głosujących – wynikało to z faktu, że kobiety nie mogły tam głosować. W sumie w wyborach wzięło udział 22200 wyborców, którzy z 20 list wyborczych wybrali 314 reprezentantów.
Wybory do I Zgromadzenia spotkały się ze sprzeciwem Brytyjczyków. Skład Zgromadzenia został zatwierdzony przez wysokiego komisarza Palestyny sir Herberta Samuela dopiero w październiku 1920, czyli sześć miesięcy po wyborach. Podczas pierwszego posiedzenia odczytano listy od przywódców Światowej Organizacji Syjonistycznej i burmistrza Jerozolimy Raghib al-Nashashibi. Na przewodniczącego zgromadzenia wybrano Dawida Jelina. Podczas tego posiedzenia wybrano członków komisji roboczych oraz utworzono pierwszą Radę Narodową, która była organem wykonawczym Zgromadzenia Reprezentantów.
Pierwsze zgromadzenie zebrało się tylko trzy razy. Na drugim zgromadzeniu plenarnym w 1922 dyskutowano nad treścią „konstytucji wspólnoty”, przedstawionej przez Radę Narodową. Trzecia i ostatnia sesja odbyła się w 1925, w celu omówienia zasad przeprowadzenia wyborów. W drugim i trzecim zgromadzeniu nie uczestniczyli reprezentanci społeczności ultra-ortodoksyjnych i sefardyjskich, którzy w ten sposób zaprotestowali przeciwko przedłużającej się dyskusji nad prawami wyborczymi kobiet.
|  | Partia                                                    | Mandaty |
|  | --------------------------------------------------------- | ------- |
|  | Achdut ha-Awoda (אחדות העבודה)                            | 70      |
|  | Sefardyjczycy i Orientalne Społeczności (הסתדרות הספרדים) | 54      |
|  | Partia Heredi (מפלגת החרדים)                              | 53      |
|  | Hapoel Ha-Cair (הפועל הצעיר)                              | 41      |
|  | Stowarzyszenie Rolników (התאחדות האיכרים)                 | 16      |
|  | Partia Postępu (מפלגת המתקדמים)                           | 13      |
|  | Związek Jemeński (תימנים)                                 | 12      |
|  | Mizrachi (המזרחי)                                         | 9       |
|  | Grupa bez nazwy (קבוצה בלי שם)                            | 7       |
|  | Bezpartyjni (הבלתי מפלגתיים)                              | 7       |
|  | Stowarzyszenie Rzemieślników (מרכז בעלי מלאכה)            | 6       |
|  | Stowarzyszenie Kobiet (אגודת נשים)                        | 5       |
|  | Grupa Buchary (עדת הבוכרים)                               | 5       |
|  | Unia Urzędników (הסתדרות הפקידים)                         | 5       |
|  | Unia Młodych Izraela (הסתדרות צעירי ישראל)                | 4       |
|  | Unia Mieszkańców (הסתדרות האזרח)                          | 3       |
|  | Federacja Młodych Mizrahi (הסתדרות המזרחי הצעיר)          | 2       |
|  | Adat HaGorjim (עדת הגורז'ים)                              | 1       |
|  | Unia Maccabi (הסתדרות המכבי)                              | 1       |
|  | Razem                                                     | 314     |

### II Zgromadzenie Reprezentantów
Wybory do II Zgromadzenie Reprezentantów odbyły się 6 grudnia 1925. Wzięło w nich udział 36437 wyborców, którzy z 26 list wyborczych wybrali 221 reprezentantów. Przewodniczącym został Pinhas Rutenberg.
W tym okresie zrealizowano wiele projektów infrastrukturalnych, które w dużym stopniu wpływy na poprawę sytuacji gospodarczej społeczności żydowskiej. Berl Katznelson doprowadził do utworzenia „skarbu społeczności”. Zgromadzenie zebrało się trzy razy. Dwa razy krótko po wyborach, a trzeci raz latem 1929.
|  | Partia                                                      | Mandaty |
|  | ----------------------------------------------------------- | ------- |
|  | Achdut ha-Awoda (אחדות העבודה)                              | 54      |
|  | Hapoel Ha-Cair (הפועל הצעיר)                                | 30      |
|  | Sefardyjczycy i Orientalne Społeczności (הסתדרות הספרדים)   | 19      |
|  | Unia Rewizjonistów Syjonistów (הרויזיוניסטים)               | 15      |
|  | Stowarzyszenie Kobiet Hebrajskich (התאחדות נשים עבריות)     | 13      |
|  | Blok Rolnictwa (הגוש החקלאי)                                | 9       |
|  | Stowarzyszenie Demokratyczne (התאחדות הדמוקרטים)            | 9       |
|  | Mizrachi (המזרחי)                                           | 7       |
|  | Lista Centrum (רשימת המרכז)                                 | 6       |
|  | Obywatele Narodu (אזרחים לאומיים)                           | 6       |
|  | Klasa Robotnicza (מעמד הפועלים)                             | 6       |
|  | Ha-Poel ha-Mizrachi (הפועל המזרחי)                          | 6       |
|  | Ha-Poel ha-Mizrachi Ha-Meuhad (הפועל המזרחי המאוחד)         | 4       |
|  | Lista Polskich Imigrantów (רשימת עולי פולין)                | 4       |
|  | Lista Kibuców Doliny (רשימת קיבוצי העמק)                    | 2       |
|  | Lista Miasta Safed (רשימה עירונית צפת)                      | 2       |
|  | Lista Rolnicza Centrum (רשימת המרכז החקלאי)                 | 1       |
|  | Stowarzyszenie Rolników Galilei (התאחדות איכרי הגליל)       | 1       |
|  | Stowarzyszenie Wschodnich Rolników (התאחדות איכרים מזרחיים) | 1       |
|  | Lista Gruzinów (רשימת הגרוזים)                              | 1       |
|  | Ludowa Lista Kobiet Hebrajskich (נשים עבריות עממיות)        | 1       |
|  | Lista Giwat Ha–Rambam (רשימת גבעת הרמב”ם)                   | 1       |
|  | Lista Młodych Mizrahi (רשימת המזרחי הצעיר)                  | 1       |
|  | Stowarzyszenie Rzemieślników (מרכז בעלי מלאכה)              | 1       |
|  | Lista Mieszkańców Bnei Brak (רשימת תושבי בני ברק)           | 1       |
|  | Razem                                                       | 221     |

### III Zgromadzenie Reprezentantów
Wybory do III Zgromadzenie Reprezentantów miały odbyć się w 1930, jednak arabskie niepokoje spowodowały, że zostały opóźnione i odbyły się 5 stycznia 1931. Wzięło w nich udział 50436 wyborców, którzy z 12 list wyborczych wybrali 71 reprezentantów. Przewodniczącym został Pinhas Rutenberg.
Okres kadencji trzeciego zgromadzenia przypadł na trudne czasy w historii Palestyny. Podczas pierwszego posiedzenia, reprezentanci złożyli pisemny protest przeciwko brytyjskiej Białej Księdze z 1930 ograniczającej liczebność żydowskich imigrantów. Następne lata przyniosły liczne problemy z zakresu bezpieczeństwa, których kulminacją było arabskie powstanie w Palestynie. Poza tymi kwestiami, rozszerzono zakres działalności Rady Narodowej, powołując do życia dziewięć oddziałów, które później stały się podstawą administracji izraelskiej.
|  | Partia                                                    | Mandaty |
|  | --------------------------------------------------------- | ------- |
|  | Mapai (מפא”י)                                             | 27      |
|  | Unia Rewizjonistów Syjonistów (הרויזיוניסטים)             | 11      |
|  | Sefardyjczycy i Orientalne Społeczności (הסתדרות הספרדים) | 6       |
|  | Mizrachi-Ha-Poel ha-Mizrachi (המזרחי והפועל המזרחי)       | 5       |
|  | Zwolennicy Żabotyńskiego (תומכי ז'בוטינסקי מעדות המזרח)   | 5       |
|  | Ogólni Syjoniści (הציונים הכלליים המאוחדים)               | 4       |
|  | Grupa Zjednoczonych Sefardystów (העובדים בעדה הספרדית)    | 4       |
|  | Stowarzyszenie Kobiet Hebrajskich (התאחדות נשים עבריות)   | 3       |
|  | Związek Jemeński (רשימת העדה התימנית)                     | 3       |
|  | Poalej Syjon (פועלי ציון)                                 | 1       |
|  | Lista Robotników Borochowa (רשימת פועלים ע”ש בורוכוב)     | 1       |
|  | Ha-Szomer Ha-Cair (השומר הצעיר)                           | 1       |
|  | Razem                                                     | 71      |

### IV Zgromadzenie Reprezentantów
Wybory do IV Zgromadzenie Reprezentantów miały odbyć się w 1936, jednak arabskie powstanie wymusiło ich odłożenie. Następnie wybuch II wojny światowej spowodował, że brytyjskie władze mandatowe nie wyraziły zgody na organizację wyborów. Odbyły się one dopiero 1 sierpnia 1944. Wzięło w nich udział 202448 wyborców, którzy z 18 list wyborczych wybrali 171 reprezentantów. Przewodniczącym został Jicchak Ben Cewi.
|  | Partia                                                      | Mandaty |
|  | ----------------------------------------------------------- | ------- |
|  | Mapai (מפא”י)                                               | 63      |
|  | Front Lewicy (חזית השמאל)                                   | 21      |
|  | Partia Nowa Alija (עלייה חדשה)                              | 18      |
|  | Ha-Poel ha-Mizrachi (הפועל המזרחי)                          | 17      |
|  | Achdut ha-Awoda (התנועה לאחדות העבודה)                      | 16      |
|  | Mizrachi (המזרחי)                                           | 8       |
|  | Unia Makabi (הסתדרות המכבי)                                 | 5       |
|  | Centrum Demokratyczne (המרכז הדמוקרטי)                      | 4       |
|  | WIZO – Kobiety Mają Równe Prawa (ויצו ונשים לשווי זכויות)   | 4       |
|  | Robotnicy Syjonistyczni (העובד הציוני)                      | 4       |
|  | Niezależne Stowarzyszenie Jemeńskie (התאחדות תימנים עצמאית) | 4       |
|  | Ludowa Lista Demokratyczna (רשימה דמוקרטית עממית)           | 3       |
|  | Religijni Bezpartyjni (דתיים בלתי מפלגתיים)                 | 3       |
|  | Żydowscy Kupcy (הסוחר העברי)                                | 2       |
|  | Związek Jemeński (התאחדות התימנים)                          | 2       |
|  | Kobieta dla Tory i Pracy (נשי תורה ועבודה)                  | 1       |
|  | Niezależna Kobieta Mizrachi (נשי מזרחי ובלתי מפלגתיות)      | 1       |
|  | Ludowy Ruch Państwa Hebrajskiego (תנועת העם למדינה עברית)   | 1       |
|  | Razem                                                       | 171     |